# 安藝站
安藝站（日语：／ Aki eki */?）是位於日本高知縣安藝市、隷屬土佐黑潮鐵道後免·奈半利線的車站，車站編號為GN 27。是本路線其中一個較重要的車站，不僅是快速和普通列車的停靠站，也是其中一個區間車終點站。路軌北端的「安藝綜合事務所」基本上是管理整條後免·奈半利線的所在地，包括了調度集中系統（CTC）中心、車庫及維修中心皆位於此。

## 車站結構
車站大部份的建設，包括月台、路軌、綜合事務所大樓、檢測中心及車庫等都是建於路堤上，只有站房部份是靠近路堤而建。

### 站房
位於車站的南端，為一木建單層建築物，採用尖型屋頂模式，但是，室內卻是擁有近三層樓高的樓底，可以完全看到外牆玻璃窗的頂部及屋頂。站房是結合了物產館、旅遊中心及候車區域的多用途功能。共設三個出口，其中「東出口」通往站前廣場、洗手間及巴士站；「南出口」主要往附近市中心一帶；至於西出口則須穿過物產館，該處有租賃單車處、一整排的有蓋單車停泊處及少量私家車泊位。
站房大部份面積均被用作為由安藝市所經營的物產館「地場產市場」（ぢばさん市場），出售地元物產、日本酒、麵包、紀念品以及鐵道紀念品等，市營租賃單車服務亦由市場負責。由安藝市政府打理物產館的概念是因為最初線路開業時，市政府希望帶動人流使用鐵路，便想到其中一個方法是利用站房作為超級市場般的物產館營運，市內人可作日常消費；亦向市外遊客推廣當地特產及紀念品等。

### 月台配置
設有島式月台1個，長度為約45米，有效長度為2輛。其中自向奈半利方向的月台末端起約30米皆設有月台上蓋，只有向後免一方約15米的月台是露天配置。其中，最近後免的一端為附有趟門的候車室，設有與其他車站同類的有背木長櫈；中央為樓梯上落口；向奈半利一方的盡頭為升降機。
同時，2號月台旁邊有2條貫通兩端的側線，其中靠向後免一端主要用作車庫供不服務的列車停靠；右端部份主要用作調度及短暫停靠留之用。
| 月台 | 路線           | 方向 | 目的地                          | 備註                            |
| ---- | -------------- | ---- | ------------------------------- | ------------------------------- |
| 1    | ■後免·奈半利線 | 下行 | 後免、經■JR土讚線直通至高知方向 | 除1班外，其餘下行列車均在此停靠 |
| 2    | ■後免·奈半利線 | 下行 | 後免、經■JR土讚線直通至高知方向 | 每天08:08下行始發列車           |
| 2    | ■後免·奈半利線 | 上行 | 奈半利方向                      | 全部上行列車                    |

### 其他設施
安藝綜合事務所
維修區域
位於綜合事務所右方，亦會使用綜合事務所內的地面層。一般清潔、回廠前清洗及一些需要戶外進行的維修事宜都會在這裏進行，設有2個工作用的側式平台。
停車區
位於綜合事務所左側，除了使用兩條側線外，最外邊另一條頭端式側線，用作停泊工程物料車斗之用。

## 歷史
- 2002年7月1日：車站啟用[3][4]。

## 使用人數
安藝市役所網頁及安藝市統計均沒有列出車站的使用人數。
根據國土交通省「國土數值情報」，撇除與JR四國共用的車站，本站為土佐黑潮鐵道單獨營運車站中使用量第二高車站，排於野市站之後，但同樣比中村線的主要車站中村站及境界站窪川站為多。以下為1日平均上下車人次：
| 乘降人員推算 | 乘降人員推算     |
| 年度         | 1日平均 乘降人次 |
| ------------ | ---------------- |
| 2011         | 1,053            |
| 2012         | 1,062            |
| 2013         | 1,063            |
| 2014         | 695              |
| 2015         | 951              |
| 2016         | 1,000            |
| 2017         | 951              |
| 2018         | 950              |
| 2019         | 942              |
| 2020         | 842              |
| 2021         | 814              |
| 2022         | 837              |

## 其他
1974年被廢線的土佐電氣鐵道安藝線，其「安藝站」並非位於本站或附近，而是位於球場前站附近、現時「樂鐘廣場」（カリヨン広場）位置。

## 相鄰車站
土佐黑潮鐵道
■後免·伊半利線
■快速A、■快速B、■普通
安藝綜合醫院前（GN27-1）－安藝（GN27）－伊尾木（GN26）
註：快速B由本站始發，只限上午一班下行方向

## 外部連結
- 土佐黑潮鐵道安藝站 （页面存档备份，存于）（日語）
- GotoGotoWeb 安藝站介紹